# 34. Sinfonie (Haydn)
Die Sinfonie d-Moll Hoboken-Verzeichnis I:34 komponierte Joseph Haydn im Jahr 1763.

## Allgemeines

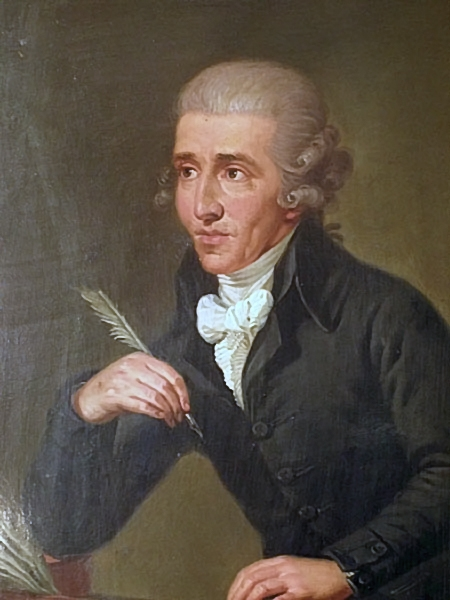
Joseph Haydn (Gemälde von Ludwig Guttenbrunn, um 1770)

Die Sinfonie Hob. I:34 komponierte Joseph Haydn im Jahr 1763. Die Satzfolge langsam – schnell – Tanzsatz (Menuett) – schnell richtet sich nach der spätbarocken Kirchensonate und ist unter Haydns Sinfonien auch bei Nr. 5, Nr. 11, Nr. 18, Nr. 21, Nr. 22 und Nr. 49 vertreten. Im Unterschied zur viersätzigen Kirchensonate steht an dritter Stelle kein langsamer Satz, sondern ein Menuett.
Da der erste Satz in d-Moll steht, wird die Tonart der Sinfonie manchmal auch insgesamt mit d-Moll bezeichnet. Die übrigen Sätze stehen aber (bis auf den Mittelteil vom Presto assai) in D-Dur, so dass auch die Bezeichnung D-Dur als Gesamttonart angegeben wird.
In der Literatur werden die Sätze 2 bis 4 oft als leichter bis weniger bedeutend im Verhältnis zum Adagio angesehen, wobei aber die Bewertungen insgesamt unterschiedlich sind. Einige Autoren heben neben dem Adagio auch das Allegro heraus und sehen in dessen weiten Intervallsprüngen Vorboten auf spätere Werke im „dramatischen“ Stil z. B. der Sinfonien Nr. 39 oder 49. Der vierte Satz wird manchmal als (im Verhältnis zur Erwartungshaltung, die das Adagio entstehen lasse) enttäuschend bezeichnet. Antony Hodgson meint, der Satz wirke wie eilig hingehauen in der Stunde, bevor Haydn das Werk zum Kopisten hätte geben müssen. Nach Michael Walter lässt das Presto assai dagegen „zwar keinen Zweifel an seiner Funktion als Schlusssatz“, es sei „aber ebenso wie das Allegro in einer meisterlichen Zurückhaltung komponiert“ und zerstöre „dadurch nicht den emotionalen Eindruck der Sinfonie insgesamt, der durch das d-moll-Adagio vorgegeben wurde.“ Michael Walter hebt das Werk insgesamt hervor:

„In der Sinfonie Nr. 34 (…) führt Haydn seine vorherigen unterschiedlichen Versuche zu einer ersten Synthese. Die aufeinander abgestimmten Satzcharaktere geben der Sinfonie eine bis dahin allenfalls in der Nr. 12 erreichte Geschlossenheit und Seriosität, der alles Spielerische oder Nur-Repräsentative fehlt, so daß die Sinfonie Nr. 34 wie keine Sinfonie vorher geeignet war, Haydn als jenen Komponisten auszuweisen, der die Gattung weniger formal als inhaltlich eigentlich erst konstituierte, indem er sie von ihrer repräsentativen Funktion zugunsten einer rein musikalisch-emotional determinierten Daseinsweise befreite. (...) Die Funktion gerade dieser Sinfonie bestand nur noch darin, sie selbst zu sein und trotz unterschiedlicher Ausdruckscharaktere der Sätze als ganzes eine höhere, in sich ruhende Einheit darzustellen. Dem Publikum schlechthin und nicht mehr dem Fürsten allein stellte Haydn eine ausschließlich auf musikalische Logik beruhende Gattungskonzeption zur Diskussion, bei der diese immanente Logik den spielerischen und festlichen Charakter früherer Sinfonien ersetzte.“

Elaine R. Sisman zieht dagegen einen programmmusikalischen (Theater-)Hintergrund in Betracht.
James Webster meint, dass „sehr wenige Werke Haydns sind so zerrissen [sind], vielleicht nicht zwischen zwei Welten, aber doch zwischen zwei Abschnitten in seiner Laufbahn.“

## Zur Musik
Besetzung: zwei Oboen, zwei Hörner, zwei Violinen, Viola, Viola Solo, Cello, Cello Solo, Kontrabass. Zur Verstärkung der Bass-Stimme wurde damals auch ohne gesonderte Notierung ein Fagott eingesetzt. Über die Beteiligung eines Cembalo-Continuos in Haydns Sinfonien bestehen unterschiedliche Auffassungen.
Aufführungszeit: ca. 20 bis 25 Minuten (je nach Einhalten der vorgeschriebenen Wiederholungen)
Bei den hier benutzten Begriffen der Sonatensatzform ist zu berücksichtigen, dass dieses Schema in der ersten Hälfte des 19. Jahrhunderts entworfen wurde (siehe dort) und von daher nur mit Einschränkungen auf ein 1763 komponiertes Werk übertragen werden kann. – Die hier vorgenommene Gliederung und Beschreibung der Sätze ist als Vorschlag zu verstehen. Je nach Standpunkt sind auch andere Abgrenzungen und Deutungen möglich.

### Erster Satz: Adagio
d-Moll, ³/₄-Takt, 98 Takte

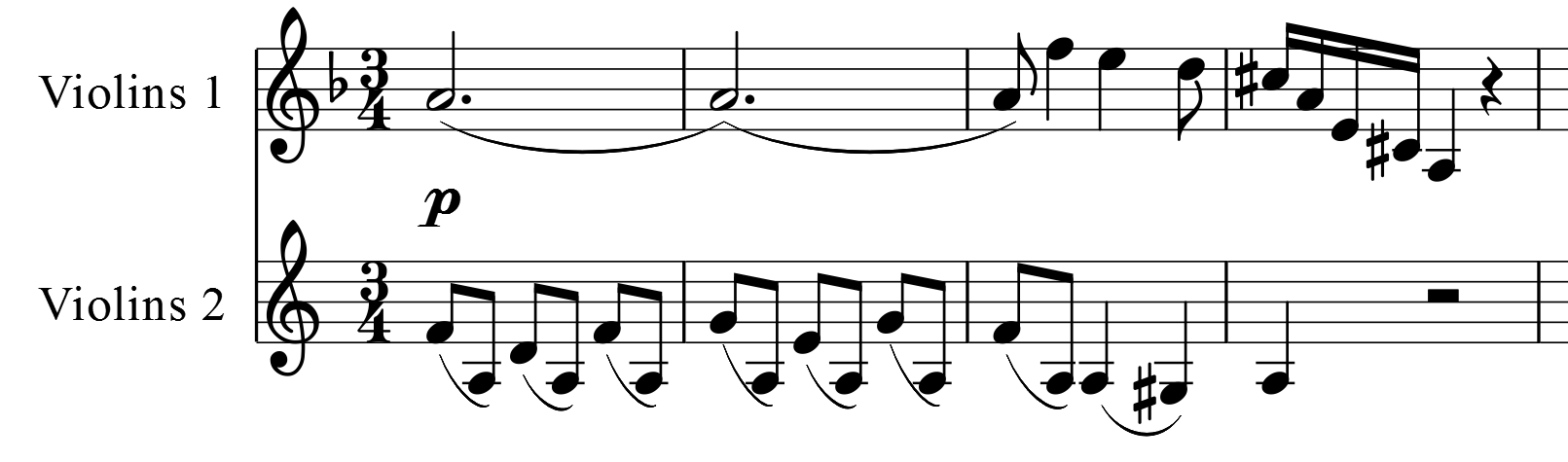
Beginn des Adagios

Das Adagio „mit erstaunlicher emotionaler Tiefe“ und „dunklem, schmerzlichem, ja fast tragischem Ausdruck“ wird von den Streichern dominiert. Oboen und Hörner treten gelegentlich zur Verstärkung der Klangfarbe dazu, sind allerdings gezielt gesetzt: In der Exposition begleiten bis zum zweiten Thema die Hörner, ab dem zweiten Thema die Oboen. Im Mittelteil („Durchführung“) schweigen die Bläser, und in der Reprise treten sie zusammen auf.
Das erste Thema ist in den Streichern dreischichtig aufgebaut: Die Begleitung besteht aus einem grundierenden Fundament von Viola und Bass in absteigenden Vierteln sowie gebrochenen Akkorden in durchgehenden Achteln der 2. Violine. Darüber spielt die stimmführende 1. Violine das viertaktige Thema, das aus einem Liegeton sowie einer fallenden Linie (erst in Synkopen, dann als Sechzehntel) mit dem Zielton der Dominante A besteht. Der Kopf des Themas wird wiederholt, die Melodie dann aber mit etwas Chromatik mit Seufzerfloskeln weitergeführt bis zu einer Fermate auf A in Takt 18.
Das folgende neue Motiv in der Tonikaparallelen F-Dur („zweites Thema“) weist auffällige forte-piano-Kontraste auf. Die Kombination aus Liegeton und Sechzehntelfigur sowie die absteigende Linie erinnern an das erste Thema (im Unterschied dazu begleiten nun die Oboen anstelle der Hörner). Ausgehend von einer Variante des Themenkopfes eine Oktave höher entwickeln sich pianissimo weite Melodiebögen der überwiegend parallel gehaltenen Violinen. In Takt 34 greift der Bass die vorige Melodieführung auf, während die Violinen zweimal eine schließende Wendung mit Triller spielen. Die Exposition endet mit einem Wechselspiel von Ober- und Unterstimmen.
In der Durchführung lässt Haydn zunächst das erste Thema – unterbrochen von einer energischen Unisono-Wendung – in F-Dur und dann in g-Moll auftreten. Anschließend prägt eine Sechzehntelfigur, die im vorigen Satzverlauf bereits mehrfach aufgetreten war (in der Exposition in den ausholenden Melodiebögen der Violinen ab Takt 29 sowie in der energischen Unisono-Wendung kurz vorher in Takt 47, je nach Standpunkt kann die Figur auch aus der Sechzehntelwendung vom zweiten Thema abgeleitet interpretiert werden) das Geschehen, teilweise mit Sequenzierung größerer Bausteine sowie im Dialog der Violinen.
Die Reprise ab Takt 67 ist ähnlich der Exposition strukturiert, allerdings folgt auf das erste Thema sogleich das zweite Thema, wo nun Hörner und Oboen teilweise zusammen eingesetzt sind. Beide Satzteile (Exposition sowie Durchführung und Reprise) werden wiederholt.

### Zweiter Satz: Allegro
D-Dur, ⁴/₄-Takt, 94 Takte

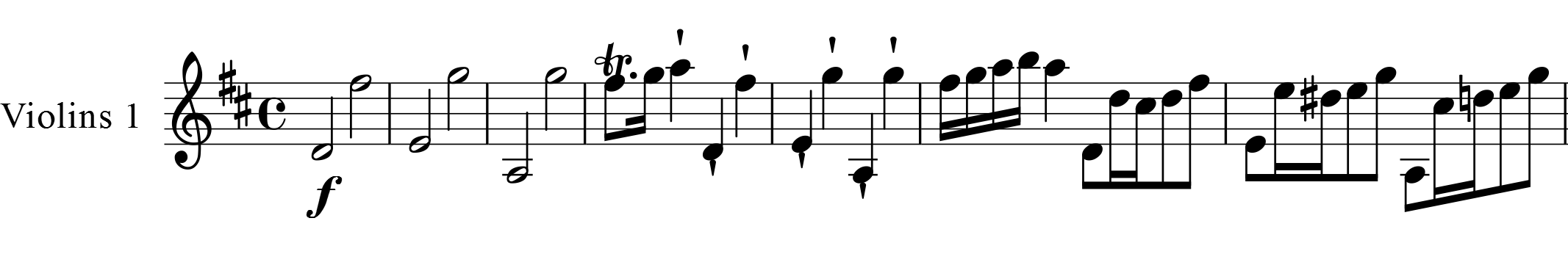
Beginn des Allegros

Der Satz bildet mit seinem stürmischen Charakter und „nervösen Spannung“ einen starken Kontrast zum vorigen Adagio (ähnlich auch bei den anderen Sinfonien dem Adagio als Anfangssatz, siehe oben). Das erste Thema ist durch seine großen Intervallsprünge in der stimmführenden 1. Violine von fast zwei Oktaven geprägt. Dieses „Intervallmotiv“ wird zweimal variiert wiederholt: Ausgehend von der Vorstellung in halben Notenwerten (Takt 1 bis 4), zunächst als Verkürzung in Viertelnoten (Takt 4 bis 6), dann in Achteln mit kleiner Figurationen (Takt 5 bis 8). Die 2. Violine begleitet mit Tremolo, die übrigen Streicher in Achteln und die Bläser mit ganztaktigen, ausgehaltenen Tönen. Ein echohaft wiederholtes Unisono-Signal führt zum zweiten „Thema“ in der Dominante A-Dur. Dieses besteht aus einem Dialog der Oboen (piano) und der übrigen Streicher (forte). Die folgende Tremolo-Passage hat in ihrer schließenden Wendung wiederum große Intervallsprünge, die durch Vorschlagsnoten besonders akzentuiert werden. Die Schlussgruppe ist durch einen motivisch ähnlichen Dialog von Oboen und Streichern wie im zweiten Thema geprägt.
Die Durchführung beginnt mit dem ersten Thema in A-Dur, die beiden Wiederholungen des Intervallmotivs sind in ihren Intervallen gegenüber dem Thema verändert. Nach verkürzter Unisono-Fanfare in Moll folgt ein an das zweite Thema erinnerndes Wechselspiel zwischen Oboen und tiefen Streichern. Die anschließende Tremolopassage führt über ein Viertel-Vorhaltsmotiv nach h-Moll. Mit dem harmonisch mehrfach variierten Auftritt des Kopfes vom zweiten Thema leitet Haydn zurück zur Tonika d-Moll und damit zur Reprise.
Die Reprise ist gegenüber der Exposition verkürzt: Auf das variierte erste Thema (Wendung zur Subdominanten G-Dur) folgt eine stark verkürzte und veränderte Abwandlung des Unisono-Signals, eine auf drei Takte verkleinerte Tremolo-Passage und darauf (unter Auslassung des zweiten Themas) sogleich die Schlussgruppe. Beide Satzteile (Exposition sowie Durchführung und Reprise) werden wiederholt.

### Dritter Satz: Menuetto moderato
D-Dur, ³/₄-Takt, mit Trio 52 Takte
Das Menuett beginnt mit seinem viertaktigen Thema, das aus zwei kontrastierenden Bestandteilen aufgebaut ist: ein energisches Forte-Auftaktmotiv mit Trilleranhang und ein ebenfalls auftaktiges Piano-Motiv mit schreitenden Vierteln. Die Wiederholung des Auftaktmotivs führt zu Triolenketten und zur einfachen kadenzierenden Schlusswendung. Der zweite Teil bringt ein viertaktiges Frage- (forte, Streicherunisono in tiefer Lage) Antwort (piano, Violinen in hoher Lage) – Motiv, ehe eine Variante des ersten Teils mit Aufwärtssequenz des Schreitmotivs einsetzt.
Das Trio (ebenfalls D-Dur) ist „von pikantem rhythmischem Reiz“: Die stimmführenden solistischen Oboen spielen eine ländlerartige Melodie. Die Streicher begleiten im Pizzicato, und die Hörner mit Synkopen.

„Im Menuett wird der Tanzcharakter, soweit das für einen Tanzsatz möglich ist, zurückgenommen; das Trio wird von den beiden Solo-Oboen und Hörnern gespielt, die von den Streichern nur rhythmisch grundiert werden. Der Menuett-Charakter bleibt zwar hier rhythmisch (auch in der Oboenmelodie) zwar erhalten, wird aber zugleich durch die Synkopen der Hörner unterlaufen, was dem Trio einen seltsam schwerelosen Charakter gibt.“

### Vierter Satz: Presto assai
D-Dur, ²/₄-Takt, 108 Takte
Nahezu der ganze Satz ist durch fortlaufende, vorwärtstreibende Triolenketten geprägt, wodurch Ähnlichkeiten zum ⁶/₈-Takt entstehen. Der Charakter erinnert an ein Perpetuum mobile „in der Manier einer Tarantella“, eines italienischen Springtanzes oder einer etwas übersteigerten barocken Gigue. Die Triolen sind teilweise mit Vorschlägen versehen. Auf das achttaktige, wiederholte Hauptthema folgt ein Mittelteil (Takt 8 bis 20) und darauf die Wiederholung des Themas (Takt 21 bis 28), so dass die dreiteilige Struktur an ein Variationsthema oder Rondothema erinnert.
Auch der Mittelteil in d-Moll ist nach demselben Muster dreiteilig angelegt. Auf ihn folgt die fast wörtliche Wiederholung des Anfangsteils (ab Takt 69) mit einer strettoartigen Coda im Fortissimo. Die in der Partitur geforderte Wiederholung für den Abschnitt ab Takt 69 wird von Anthony Hodgson als unstimmig abgelehnt und in vielen Einspielungen ausgelassen.

„So liegt hier ein dreiteiliger symmetrischer Formgrundriss mit abschließender Coda vor, bei dem sich jeder Hauptteil selbst wieder in drei Teile gliedert: für ein Sinfonie-Finale ein absolut einmaliger Fall.“